# 巴尔沃 (下萨克森州)
巴尔沃是德国下萨克森州的一个市镇。总面积25.93平方公里，总人口1024人，其中男性524人，女性500人（2011年12月31日），人口密度39人/平方公里。